# Лиф, Хаим
Хаим Лиф (англ. Hayim Leaf; 27 сентября 1912, Старобин Речицкого уезда Минской губернии — 2 мая 1993, Нью-Йорк) — американский еврейский литературный критик, эссеист, редактор и педагог. Один из редакторов еврейских периодических изданий «Бицарон», «Ха-Рофе Ха-Иври» и «Нив». Преподаватель литературы на иврите в Иешива-университете.

## Биография
Хаим Лифшиц родился в Старобине в семье Залмана Лившица и Дворы Хинич. В 1928 году, будучи подростком, иммигрировал в США.
В 1933 году получил диплом преподавателя в Иешива-университете, в 1945 — степень бакалавра, в 1951 — степень магистра. В 1968 году доктор литературы. С 1943 преподавал (с 1956 помощник профессора П. Хургина) на кафедре еврейской литературы Иешива-университета.
С 1961 помощник редактора ежемесячного литературного журнала «Бицарон» на иврите (в 1953—1959 — консультант). С 1940 член редакционного совета «Ха-Рофе Ха-Иври»; издатель ежемесячника «Нив» (1937—1940).
Преподаватель еврейского учительского института «Херцлия» (1930—1942 , Нью-Йорк), в 1943—1946 — «Hebrew Teachers Training School for Girls».
Соредактор «Junior Jewish Encyclopedia» (1957) вместе с Наоми Бен-Ашер, за которую в 1958 году получил премию «Jewish Book».